# Fokovci
Fokovci (węg. Úrdomb) – wieś w Słowenii, gmina Moravske Toplice. 1 stycznia 2017 liczyła 168 mieszkańców.